# Anrufungsstelle Bergschaden Braunkohle NRW
Die Schlichtungsstelle Braunkohle NRW ist eine auf Druck des Unterausschusses Bergbausicherheit des Landtags NRW von RWE Power AG eingerichtete Schlichtungsstelle für Bergschäden, die mutmaßlich im Zusammenhang mit dem Kohleabbau im Rheinischen Braunkohlerevier entstanden sind.
Der Braunkohlenausschuss bei der Bezirksregierung Köln stimmte im Februar 2010 der vom Landtag 2009 initiierten Schlichtungsstelle Braunkohle NRW unter ihrem ursprünglichen Namen "Anrufungsstelle" zu.  Sie nahm am 1. September 2010 ihre Arbeit auf. Erster Vorsitzender wurde der ehemalige Präsident des OLG Hamm, Gero Debusmann. Der allseits anerkannte Jurist arbeitete sich schnell in die Materie ein. Das gefiel RWE Power AG nicht. Statt der erwarteten Wiederwahl wurde 2015 der Oberstaatsanwalt a. D. Robert Deller+ handstreichartig bestellt.
Die zunächst bei der kohlefreundlichen Bezirksregierung Köln angesiedelte Geschäftsstelle wurde auf Druck der Interessenverbände im Juni 2015 dem Rhein-Kreis Neuss angegliedert. Zum 1. Mai 2017 wurde die Schlichtungsordnung nach Erörterung im Unterausschuss Bergbausicherheit des Landtags neu gefasst.

## Aufgaben
Die Schlichtungsstelle wurde eingerichtet zur

„Beilegung von einzelfallbezogenen Streitigkeiten zivilrechtlicher Art, die sich im Zusammenhang mit Sachschäden durch Auswirkungen der Sümpfungsmaßnahmen des Braunkohlebergbaus zwischen Privatpersonen, kleinen und mittleren Handwerks- und Geschäftsbetrieben oder vergleichbaren Personen einerseits und dem Bergwerksunternehmen andererseits ergeben“

Die Geschäftsstelle nimmt Anträge von Bergschadensbetroffenen entgegen und übernimmt alle organisatorischen Aufgaben in Zusammenhang mit dem Schlichtungsverfahren.
Auf der Seite der Interessenverbände beteiligen sich
- RIBS Rheinische Initiative Bergschaden e.V.
- Verband bergbaugeschädigter Haus- und Grundeigentümer (VBHG)
- Netzwerk Bergbaugeschädigter des Rheinischen Braunkohlenreviers e. V.
- Landesverband Bergbaubetroffener NRW e. V.(LVBB)
- Bürger gegen Bergschäden e. V.(BgB)

Zu den Grundsätzen des Schlichtungsverfahrens zählen:
- Das Verfahren setzt voraus, dass vorausgegangene Einigungsversuche mit RWE Power AG aus Sicht des Geschädigten nicht zu einem befriedigenden Ergebnis geführt haben.
- Das Verfahren ist für Antragsteller kostenfrei.

Die Schlichtungsstelle wird von einem Vorsitzenden mit der Befähigung zum Richteramt geleitet, der von zwei Beisitzern unterstützt wird. Der Vorsitzende und seine Stellvertreter werden durch RWE Power und die Interessenvertretungen der Betroffenen-Seite gemeinsam bestellt.
Einen Beisitzer kann der Antragsteller bzw. die Antragstellerin aus einer von den Interessenvertretungen der Betroffenen aufgestellten Liste auswählen, der andere Beisitzer wird von RWE Power AG benannt.
- Die Schlichtungsstelle kann zur näheren Prüfung der Angelegenheit und auf Kosten von RWE Power AG öffentlich  bestellte und vereidigte Sachverständige hinzuziehen.

- Der Antragsteller kann (auf seine eigenen Kosten) sach- und rechtskundige Personen zu seiner Begleitung und Unterstützung im Verfahren vor der Schlichtungsstelle hinzuziehen.

- Die Entscheidung im Schlichtungsverfahren wird in der Regel nach mündlicher Verhandlung unter Beteiligung der Parteien getroffen. Jeder Partei steht es frei, die Entscheidung anzunehmen oder abzulehnen. Unabhängig davon steht den Betroffenen der ordentliche Rechtsweg weiterhin offen.
- Die Verjährung etwaiger Ersatzansprüche ist ab Antragseingang bis drei Monate nach Zugang der abschließenden Entscheidung gehemmt.

Bergbau-Betroffene tragen auf dem Rechtsweg ein erhebliches Prozesskostenrisiko (gerade dann, wenn es um hohe Streitwerte geht, z. B. um einen Schaden, der in die Konstruktion des Hauses eingreift). Das Prozessrisiko ist deshalb so hoch, weil RWE Power AG die an sich preiswerte Methode der geophysikalischen Untersuchung ablehnt und auf Bohruntersuchungen besteht. Diese sind erheblich teurer und keineswegs aussagekräftiger. Im Gegenteil. Der Jülicher Verein Rheinische Initiative Bergschäden RIBS fordert seit langem, einen speziellen Rechtszug für Bergschäden einzurichten. Dazu ist es bislang nicht gekommen. Die Richter an Amtsgerichten oder Landgerichten, die selten mit Bergschäden befasst werden, sind oft mit der Thematik überfordert.

## Sonstiges
In Essen gibt es seit März 2009 eine 'Schlichtungsstelle der Steinkohle'.